# Jeep CJ
Jeep CJ (от англ. Civilian Jeep — Гражданский джип) — гражданская версия известного армейского внедорожника Willys MB времён Второй мировой войны. Выпускался разными компаниями с 1944 по 1986 год. За этот период сменилось семь поколений Jeep CJ. С 1986 года получил новое название — Jeep Wrangler, под которым выпускается до сих пор.
Автомобили Jeep CJ производились следующими производителями:
- 1944—1953 гг.: Willys-Overland Motors
- с 1940-х гг.: Mahindra & Mahindra (см. также Mahindra Thar)
- 1952—1998 гг.: Mitsubishi Motors (модель Mitsubishi Jeep)
- 1953—1963 гг.: Kaiser-Frazer Corporation
- 1963—1970 гг.: Kaiser Jeep Corporation
- 1970—1982 гг.: AMC (American Motors Corporation)
- 1982—1986 гг.: AMC-Renault

## CJ1A
Первый опытный образец Jeep CJ1A был выпущен в 1944 году компанией Willys-Overland Motors.

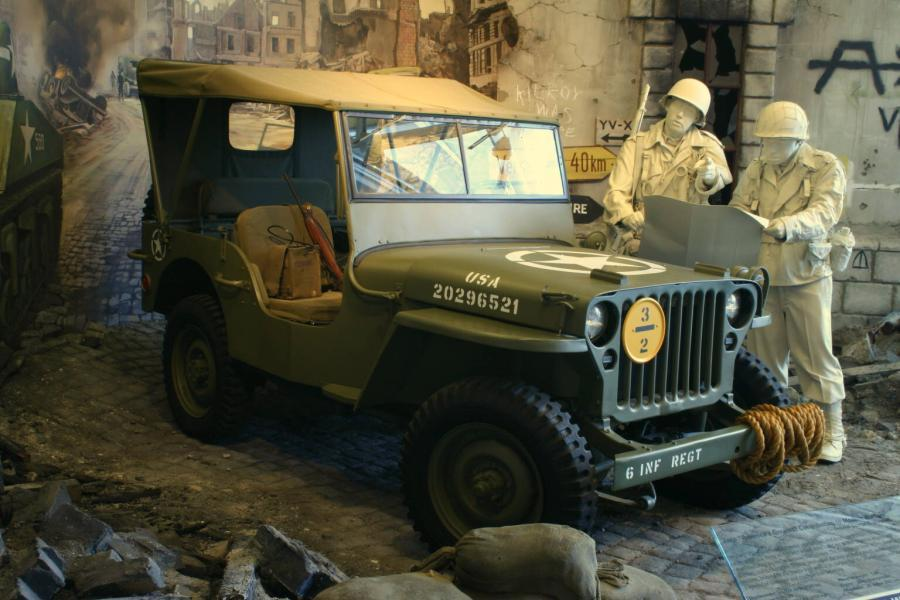
армейский Willys MB

Хотя название CJ1A содержит сокращение CJ, CJ1A не был действительно доступен в розничной торговле. CJ1A были лишь прототипом, используемым в целей тестирования. Willys произвёл чуть более трех десятков CJ1A в 1944 и 1945 году. Этот джип был непосредственно основан на базе военного Willys MB (используя тот же двигатель) с откидным задним бортом, бамперами и тентом гражданского образца. Ни один такой экземпляр не сохранился.

## CJ2
Осенью 1944 года была построена дюжина прототипов сельскохозяйственного назначения «Agrijeeps» CJ-2. Еще одну партию в количестве 22 усовершенствованных CJ-2 произвели в начале 1945 года. Эта партия отличалась боковым расположением запасного колеса (перед задней правой колесной аркой) и медными табличками с надписью «Jeep».
Серийное производство Jeep CJ началось 17 июля 1945 года. Гражданская версия получила обозначение CJ-2A. Внешне от MB её отличали увеличенные фары гражданского образца с хромированной окантовкой, откидной задний борт с выштампованной маркой Willys («запаска» была перенесена на правый борт за колесную арку), такие же выштамповки были на боковинах капота и откидной рамке ветрового стекла. Как и военный «Willys MB», CJ-2A имел раздельное ветровое стекло. Двигатель Go Devil с увеличенной (под стабильный по качеству гражданский «76-й» бензин) степенью сжатия был мощнее военной версии на пару лошадиных сил. Старая 3-ступенчатая коробка передач «Warner T-84» была заменена новой трёхступенчатой «Warner T-90», что позволило увеличить максимальную скорость. На самых первых выпусках CJ-2A еще устанавливались мосты от военного MB с полуосями загруженного типа, а снаружи кузова еще сохранялись места под крепеж инструмента и канистр. Так как CJ-2A был предназначен для использования как сельскохозяйственное транспортное средство, он оснащался задним механизмом отбора мощности. Тем не менее тираж CJ-2A, выпускавшегося до 1949 года, достиг 214202 экземпляров, из которых 1824 были выпущены еще до конца 1945-го. На базе Jeep CJ-2A в 1946 году был выпущен комфортабельный Willys Jeep Wagon, который продержался на конвейере до 1965 года.

## CJ3
Jeep CJ-3A был выпущен в 1949 году на замену модели CJ-2A. Характерной чертой стало цельное ветровое стекло без перемычки и вентиляционных лючков под ним. Кроме того, задний мост Spicer 42-1 был заменен на Spicer 44-2. С 1951 года версия «Farm Jeep» оснащалась коробкой отбора мощности. В общей сложности с 1949 по 1953 год было произведено 131 843 CJ-3A. Его военная версия Willys MC была стандартизирована американской армией как M38.
Военный вариант М38 получил усиленную ходовую часть, шины разером 7.00—16, цельное ветровое стекло, ограждение указателей поворота, 24-вольтовое электрооборудование и переднюю лебёдку. В выпуске этой модели принимал участие также канадский завод компании Ford Motor. На базе М38 был создан опытный авиадесантный Aero Jeep или Bobcat.
Практически одновременно с М38 был разработан вариант Willys MD или M38A1. На нём был установлен верхнеклапанный двигатель Hurricane мощностью 67 л.с., который определил более высокое расположение капота. На 1 дюйм была удлинена колёсная база, которая теперь составила 2057 мм, увеличены были и остальные габариты. Его производство началось в 1952 году. На усиленном шасси М38А1С устанавливались безоткатные орудия, зенитные пушки и противотанковые ракеты Dart. С 1954 года выпускался длиннобазный (2565 мм) 6-местный джип Willys MDA, который в основном использовался для санитарных машин М170. Автомобилей серии М38А1 было выпущено около 100 тыс экземпляров.

### CJ-3B
Jeep CJ-3B заменил модель CJ-3A в 1953 году. В этом же году Willys был продан фирме Kaiser. Высокая решетка радиатора и новый капот позволили разместить новый двигатель «Willys F4-134 Hurricane». CJ-3B производился до 1968 года, выпущено в общей сложности 155 494 автомобиля. Проект CJ-3B лицензировался для многих международных изготовителей, включая Mitsubishi Motors (Япония) и Mahindra (Индия). Mitsubishi прекратила производство гражданской версии джипов Mitsubishi Jeep J55 в 1998 году, произведя приблизительно 200 000 единиц. С 1998 года эта модель поставляется только японским силам самообороны. Mahindra свернула производство модели CJ-3B только в 2010 году, заменив её на более современную Thar (на базе лицензионного CJ7).

## CJ-4
Был построен только один Jeep CJ-4 (в 1951 году). Он оснащался новым двигателем «Willys Hurricane» и имел 81-дюймовую (2057 мм) колесную базу. Проект CJ-4 был своего рода промежуточным звеном между CJ-3B и CJ-5. Проект в серию не пошёл, и транспортное средство в конечном счете было продано фабричному служащему.

## CJ-5
Jeep CJ-5 был создан новым корпоративным владельцем (Kaiser) под влиянием армейского джипа M38A1 (Willys MD) в 1954 году. CJ-5 предназначен был заменить CJ-3B, но некоторое время обе модели выпускались параллельно. В свою очередь CJ-5, выпускавшийся до 1983 года, также выпускался параллельно с тремя более свежими моделями. В общей сложности произведено 603 303 CJ-5.

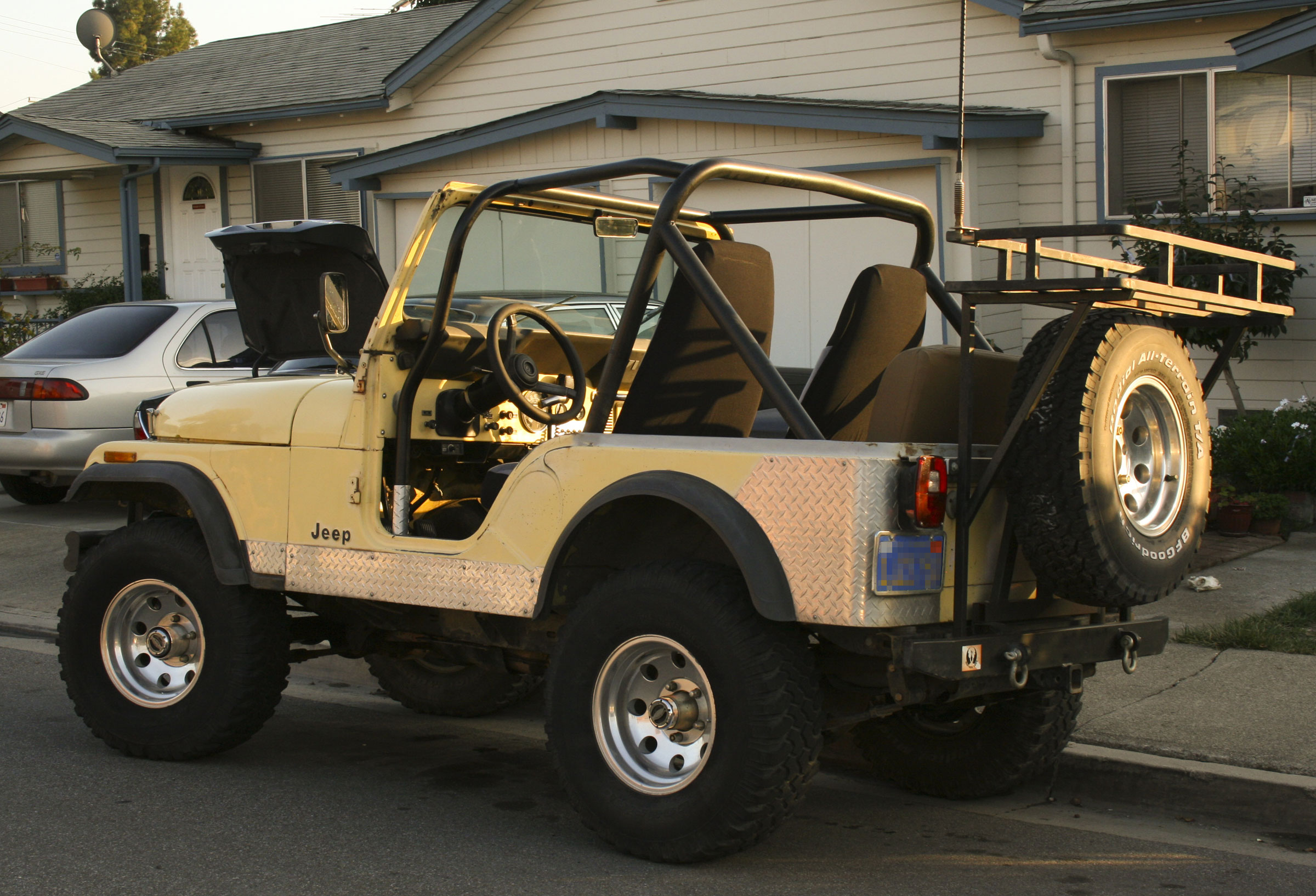
Jeep CJ-5

В 1965 году Kaiser купил права на производство двигателя «Buick Dauntless 225 V6» и CJ-5 и CJ-6 получили новый двигатель мощностью 155 л.с. В 1970 году компания была продана фирме American Motors, и двигатель «Buick Dauntless» был снят с производства после 1971 года. (так как подразделение GM Buick выкупило обратно технологию изготовления двигателя). AMC в 1972 году начала использовать свои рядные двигатели с шестью цилиндрами рабочим объёмом 4,2 л, а также предлагала двигатель V8.
Чтобы поместить новый рядный двигатель с шестью цилиндрами, крылья и капот были удлинены на 5 дюймов (127 мм), начиная с 1972 года колесная база тоже была увеличена на 3 дюйма (76 мм). В 1976 году внешность была немного изменена. В начале 1980-х вышла версия «Hurricane» («Ураган») — с двигателем «GM Iron Duke I4». Были также произведены несколько специальных моделей CJ-5:
- 1961—1963 гг. — Tuxedo Park Mark III
- 1965 год — Tuxedo Park Mark IV
- 1969 год — Camper
- 1969 год — модель 462
- 1970 год — Renegade I
- 1971 год — Renegade II с двигателем Golden Eagle V8
- 1972—1983 гг. — модели Renegade с пятилитровым двигателем AMC V8 и колёсами из лёгкого сплава
- 1973 год — Super Jeep
- 1977—1983 гг. — Golden Eagle.

С 1964 по 1968 год выпускалась модификация CJ-5A.

## CJ-6
Jeep CJ-6 был более длинным вариантом CJ-5 (колесная база 101" — 2565 мм). Появившись в 1955 году, CJ-6 никогда не был очень популярен в Соединенных Штатах. Большинство моделей CJ6 было продано в Швеции и Южной Америке. Американские продажи закончились в 1975 году. Только 50 172 машин было выпущено, когда серия полностью вышла из производства в 1981 году. Многие автомобили отправились в Швецию. Некоторые машины уехали в Южную Америку, где многие из них были переделаны в четырёхдверные.
С 1964 по 1968 год выпускалась модификация CJ-6A.

## CJ-7

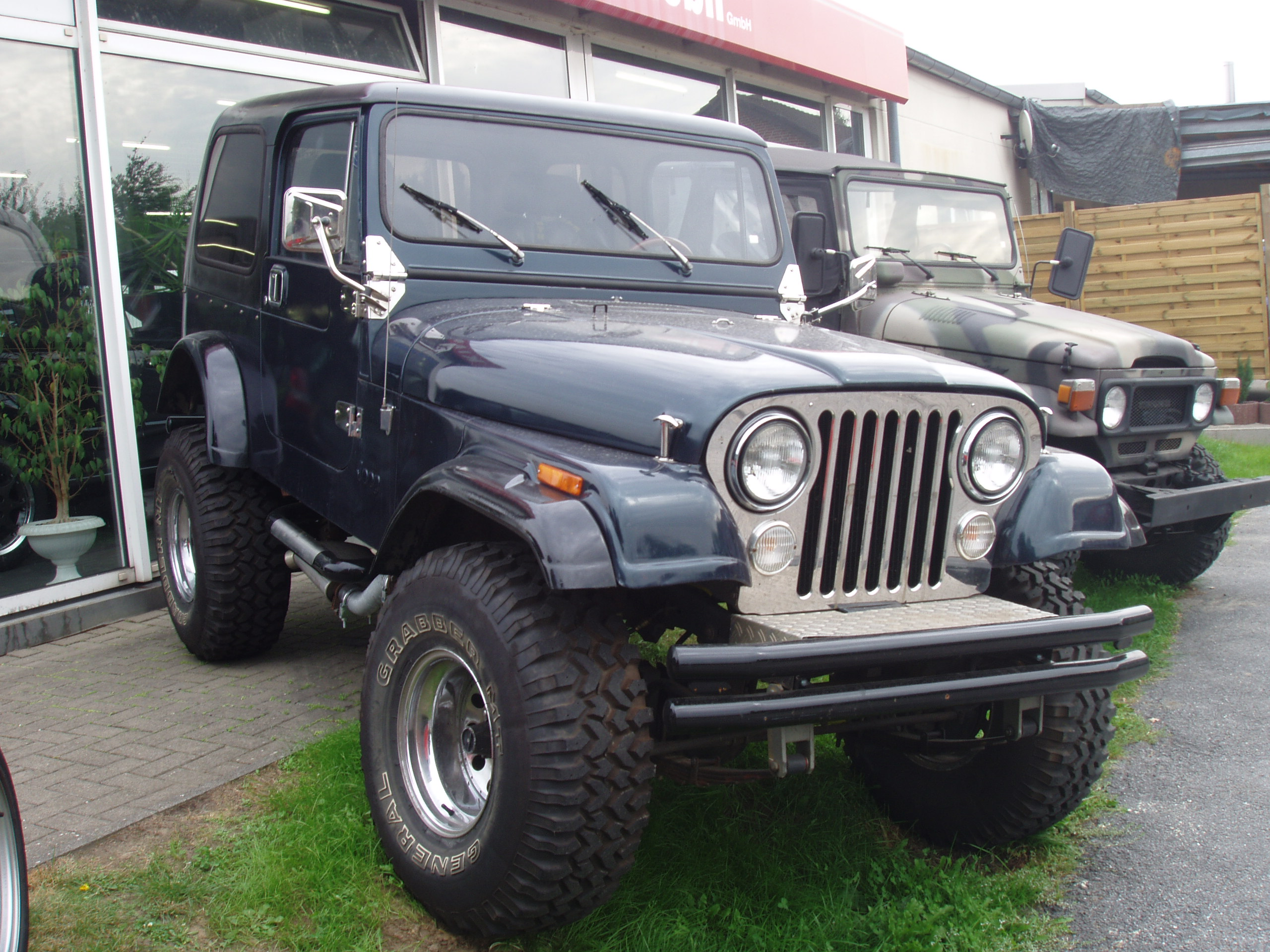
Jeep CJ7

У Jeep CJ-7 была больше колесная база, чем CJ-5 (2565 мм). За 11 лет производства с 1976 года по 1986 год было построено 379299 джипов CJ-7.
CJ-7 получил новую систему Quadra-Trac[неизвестный термин], была освоена модификация с автоматической трансмиссией. Другие изменения включают в себя новый съёмный жесткий верх и стальные двери. CJ-7 был также доступен в версии Renegade и Laredo. В версии Laredo были установлены более комфортабельные сиденья и рулевое колесо, а также «хром-пакет», который включает в себя бампер, переднюю решетку и зеркала. Опционально был доступен Trak-Lok — блокировка дифференциала заднего моста.
Дизельная версия производилась только на экспорт. Эта модель имеет двигатель «Isuzu C240», коробку передач Tremec T176. Двигатели были предоставлены General Motors, отделением Isuzu.
Двигатели
- 2.5 L AMC I4
- 3.8 L AMCI6
- 4.2 L AMC I6
- 5 L AMC V8
- 2.3 L Isuzu Diesel C240

Коробки передач
- Warner T-18 (4-ступенчатая МКПП)
- Borg-Warner T-4 (4-ступенчатая МКПП)
- Borg-Warner T-5 (5-ступенчатая МКПП)
- Tremec T-150 (3-ступенчатая МКПП)
- Tremec T-176 (4-ступенчатая МКПП)
- Borg-Warner SR-4 (4-ступенчатая МКПП)
- GM TH-400 (3-ступенчатая АКПП)
- Chrysler TF-999 (3-ступенчатая АКПП с двигателем 4.2L)
- Chrysler TF-904 (3-ступенчатая АКПП с двигателем 2.5L)

## CJ-8

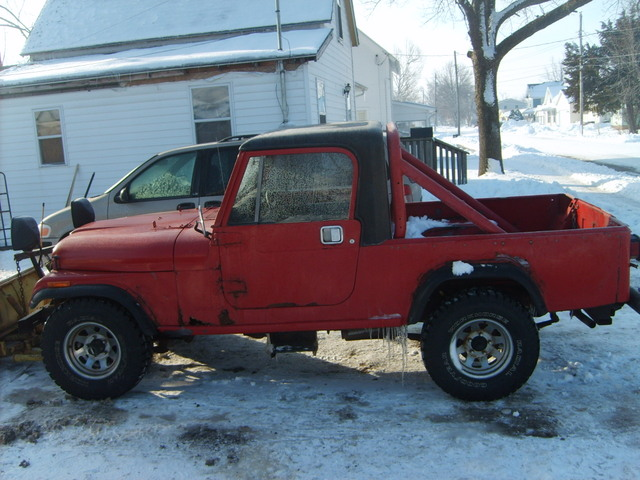
CJ-8 Scrambler

Jeep CJ-8 Scrambler, представленный в 1981 году, представлял собой длиннобазную версию с кузовом пикап на базе рамного Jeep CJ-7. В течение пяти лет было построено 27792 пикапов CJ8 Scrambler, после чего ему на смену пришел аналогичный по классу легкий пикап Jeep Comanche, основанный на модели Jeep Cherokee XJ с несущим кузовом. Не устанавливалась инновационная полноприводная трансмиссия Quadra-Trac. Большинство CJ-8, использовали четырёх- или пятиступенчатую коробки передач, а трёхступенчатая автоматическая коробка передач была доступна как опция.
Бывший президент США Рональд Рейган владел синим CJ-8 Scrambler и использовал его на своем «Ранчо дель Cielo» в Калифорнии .

## CJ-10

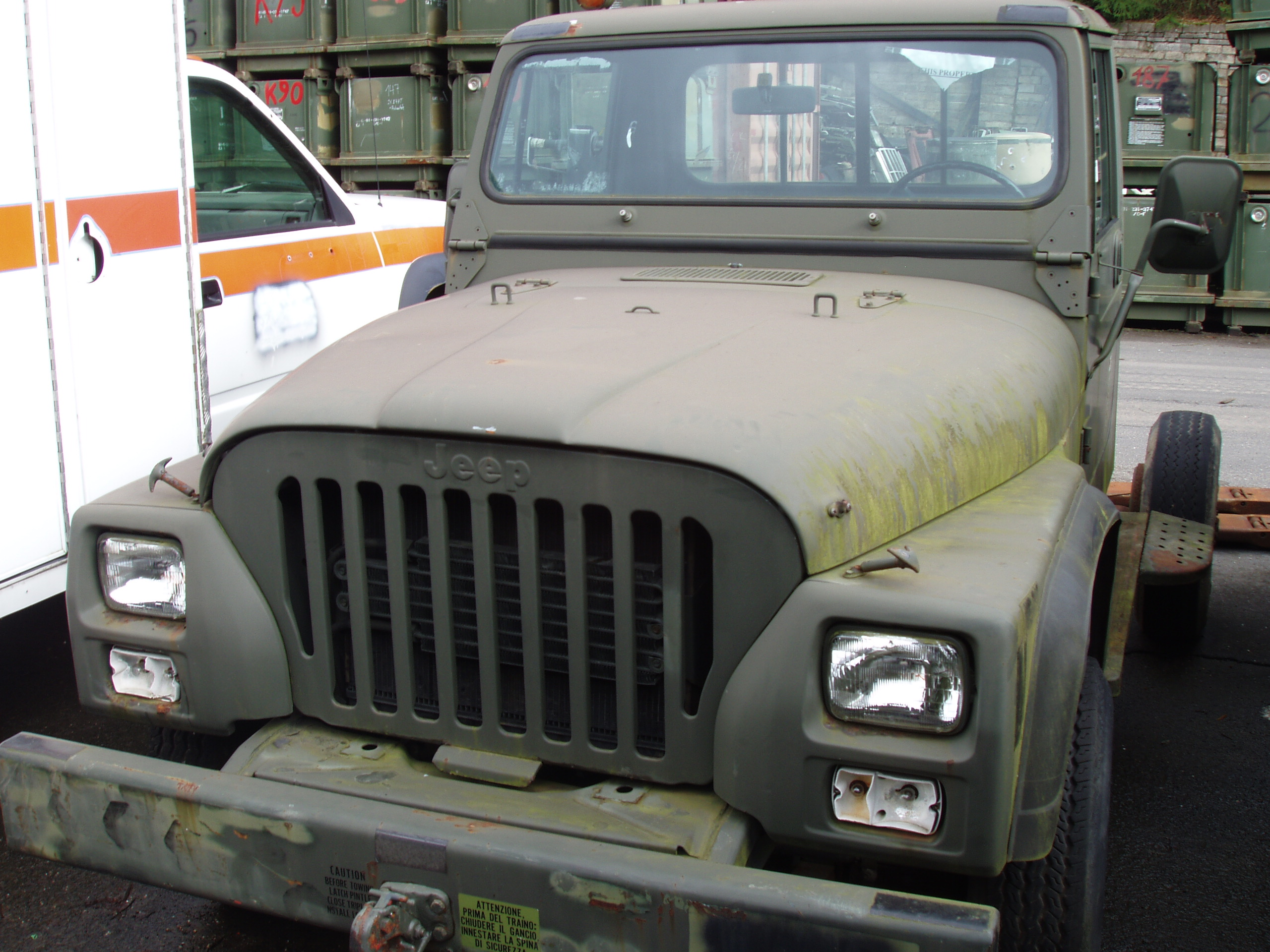
CJ-10

CJ-10-пикап, который производился с 1981 по 1985 год и продавался в основном на экспорт, хотя несколько CJ-10 используются ВВС США для буксировки самолетов. Особенностью модели являются квадратные фары и радиаторная решетка с 9 прорезями, как на военных моделях (гражданские версии до этого имели решетку с 7 прорезями).